# Heidemarie Wenzel
Heidemarie Wenzel, född 7 juli 1945 i Berlin, är en tysk skådespelare, främst känd för sitt arbete i Östtyskland under 1960-talet och 1970-talet. Wenzel studerade drama 1963-1966 och filmdebuterade 1967 i Abschied. Hon fick ett genombrott med en av huvudrollerna i Zeit der Störche 1970, och var också känd för rollen som otrogen fru i filmen Die Legende von Paul und Paula 1973. 1986 ansökte hon om att få lämna Östtyskland, vilket godkändes 1988. Därefter, under 1990-talet, kom hon att arbeta främst med teater med sporadiska roller i film och TV.